# Saser Kangri III
Der Saser Kangri III ist ein 7.495 Meter hoher Berg im Saser Muztagh, einem Gebirgsmassiv im indischen Teil des Karakorum.
Der Saser Kangri III bildet den dritthöchsten Berg im Saser Muztagh, er befindet sich zwischen den beiden höheren Bergen Saser Kangri I im Nordwesten und Saser Kangri II im Süden.
Die Erstbesteigung fand am 15. Mai 1986 durch eine indische Expedition statt. Die indische Seilschaft bestieg den Gipfel von Osten her.